# Stanisław Lentz
Stanisław Lentz (sinh ngày 23 tháng 4 năm 1861 tại Warsaw, mất ngày 19 tháng 10 năm 1920 tại Warsaw) là một họa sĩ, người vẽ chân dung, họa sĩ minh họa người Ba Lan và là giáo sư tại Học viện Mỹ thuật ở Warsaw từ năm 1909.

## Tiểu sử
Ông học tại Trường Mỹ thuật Krakow cùng với Feliks Szynalewski và Izydor Jabłoński trong những năm 1877–1879, ông tiếp tục học ở Warsaw, trong Lớp học Vẽ của Wojciech Gerson. Sau đó, ông du học ở nước ngoài: tại Học viện Munich (với Sandor Wagner và Gyula Benczur, 1879–1884, Naturklasse)  và tại Académie Julian ở Paris (1884–1887).
Sau khi trở về Warsaw, ông hợp tác với các tạp chí. Các minh họa của ông đã được xuất bản bởi:
- Kłosy (1887–1890),
- Tygodnik Ilustrowany (1887–1898, 1905–1906, 1909–1910),
- Kurier Codzienny (1890–1891)

Năm 1888, ông trở thành thành viên chính thức của Hiệp hội Khuyến khích Mỹ thuật. Năm 1910, ông gia nhập Hiệp hội Nghệ sĩ Ba Lan "Sztuka". Ông thường xuyên đi du lịch nước ngoài: năm 1896 ông ở Berlin, Paris và Madrid, năm 1897 ông đến thăm Paris, năm 1900 Normandy, trong các năm 1903–1914 (trừ năm 1904) ông nghỉ hè với vợ ở Scheveningen, Hà Lan.
Năm 1909, ông được bổ nhiệm làm giáo sư tại Trường Mỹ thuật Warsaw, đồng thời đảm nhận vị trí giám đốc, ông đã giữ chức vụ này cho đến khi qua đời vào năm 1920. Một trong những học trò của ông là Natan Korzeń và Jerzy Zaruba.
Ông được chôn cất tại Stare Powązki.

## Sự nghiệp nghệ thuật
Các tác phẩm của ông đã được trưng bày tại nhiều triển lãm ở Ba Lan và nước ngoài (Berlin, Vienna, Munich, Paris, St. Petersburg, London, Antwerp, Venice). Các triển lãm tác phẩm nghệ thuật cá nhân của ông được tổ chức tại:
- Hội Khuyến khích Mỹ thuật (1916, 1917, 1921),
- Học Viện Tuyên truyền Nghệ thuật (1933),
- Bảo tàng Quốc gia ở Warsaw (1976).

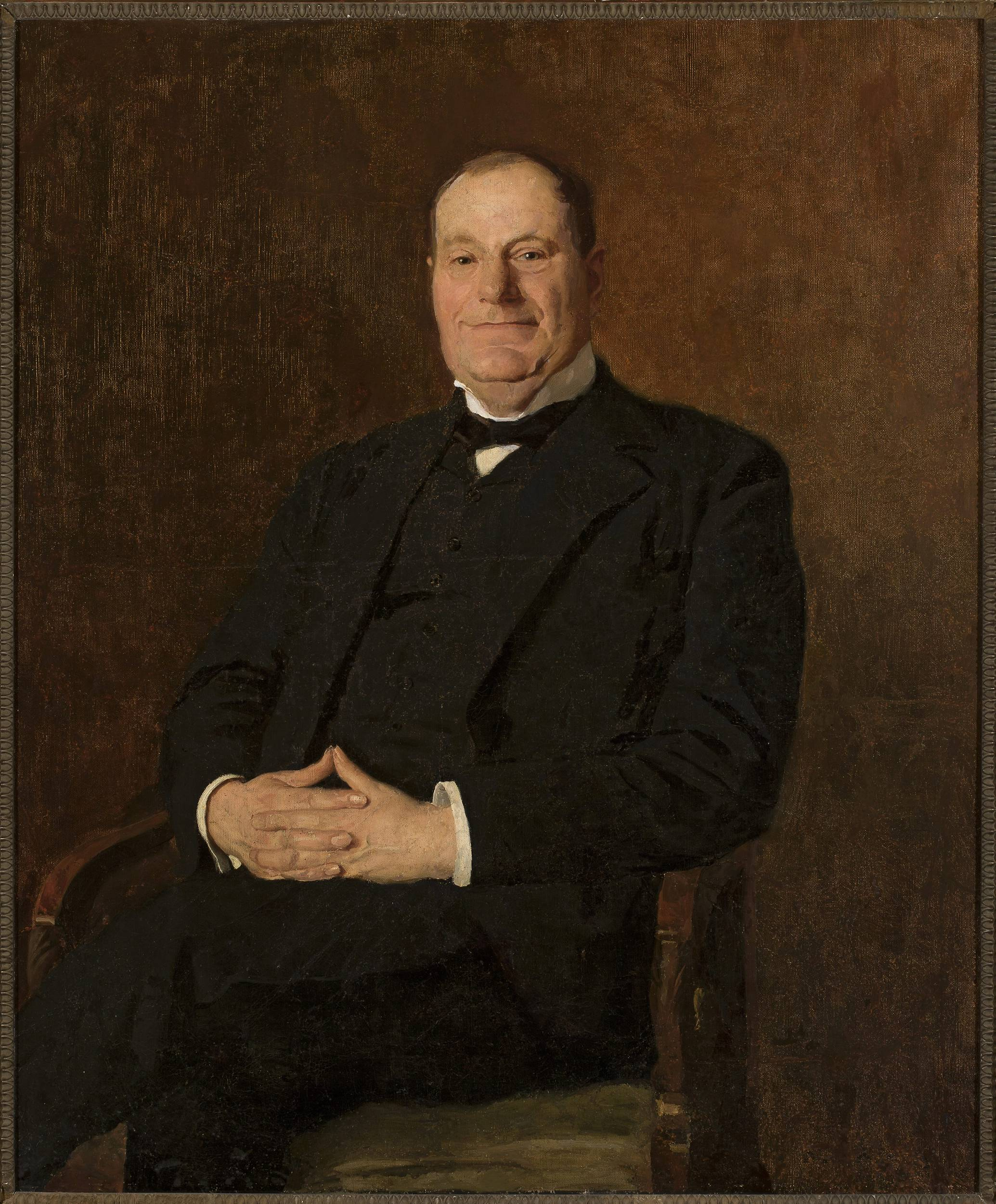
Bức chân dung của Mieczysław Frenkel (1902)

Năm 1894, ông được trao huy chương bạc tại một cuộc triển lãm nghệ thuật đương đại ở Lviv cho Bức chân dung của Adolf Święcicki. Tại Triển lãm Phổ thông ở Paris (1900), ông đã giành được giải thưởng về thẩm mỹ cho Bức chân dung của Mieczysław Frenkel. Bức tranh Vierzehntak (Trả công cho người lao động) đã đoạt giải 3 trong cuộc thi vẽ tranh TZSP năm 1895. Với bức tranh Con sói biển của Scheveninger, ông đã được trao giải 2 của TZSP vào năm 1904.

## Phong cách nghệ thuật

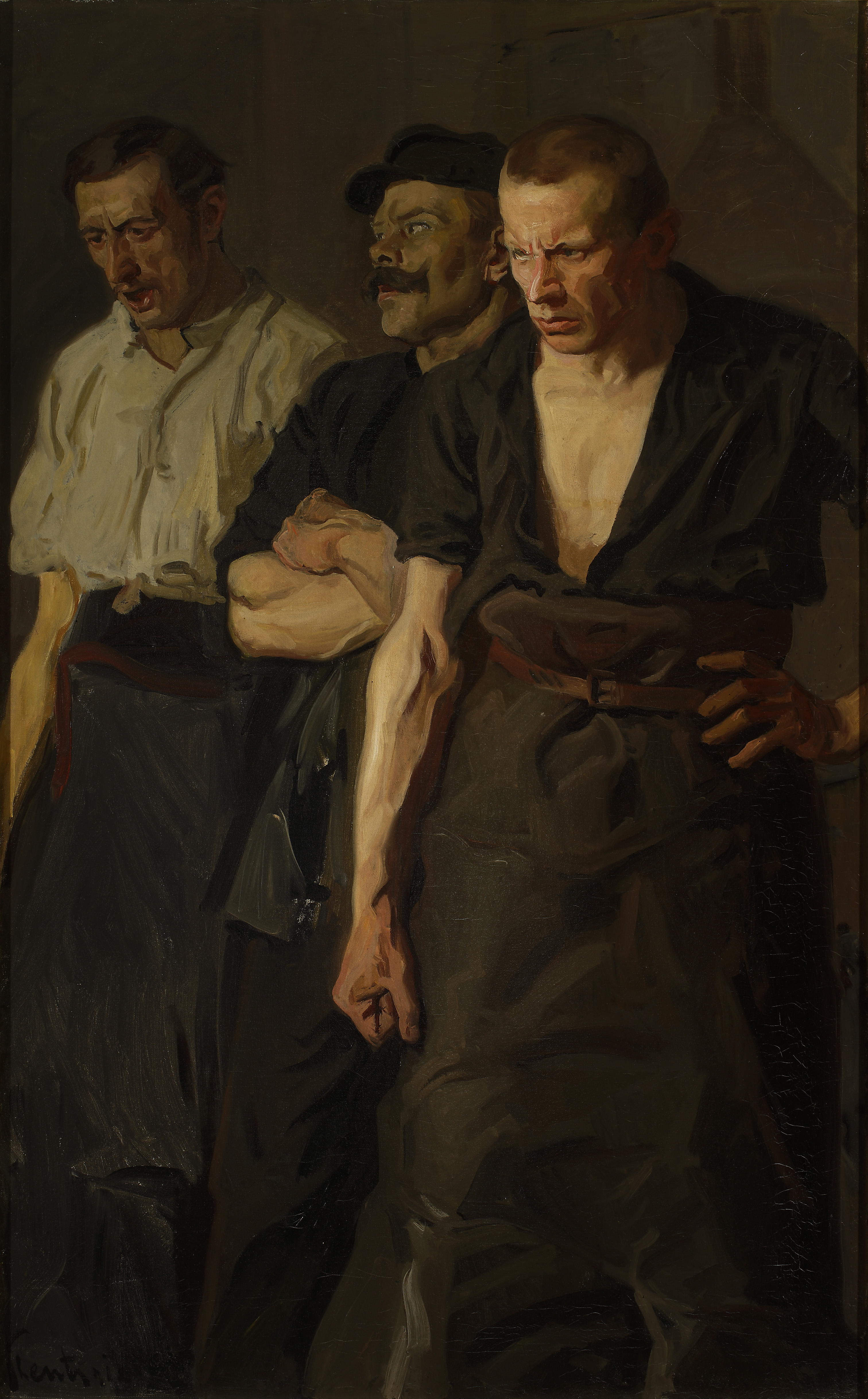
Strajk, 1910

Ban đầu, ông chịu ảnh hưởng của trường nghệ thuật Munich nơi ông đã từng học, vào năm 1890, ông bắt đầu bị ảnh hưởng bởi các xu hướng màu sắc mới. Là một họa sĩ hoạt hình, ông chiếu các tập phim hàng ngày về cuộc sống của người dân Warsaw. Nhiều cảnh vẽ của ông thể hiện các chủ đề Do Thái, như trong các tác phẩm nghệ thuật của ông Przekupień żydowski ( thương gia Do Thái ) và Żydzi handlujący starzyzną ( Người Do Thái buôn bán đồng nát ). Dưới ảnh hưởng của các sự kiện cách mạng ở Vương quốc Ba Lan vào năm 1905, ông say mê phong trào lao động và biến nó trở thành chủ đề chính trong các tác phẩm nghệ thuật của ông. Ông được đánh giá cao nhờ những bức chân dung được tạo ra trong giai đoạn 1900–1915, các bức tranh làm nổi bật nét vẽ rõ ràng về đặc điểm của nhân vật, một hình thức tổng hợp với tông màu đơn sắc tối và nét cọ rộng. Năm 1915, ông say mê với hội họa Hà Lan, đặc biệt là tác phẩm của Frans Hals. Trong giai đoạn cuối cùng của sự nghiệp, ông cũng đã thực hiện các tác phẩm nghệ thuật để tưởng nhớ nỗ lực của những người lính của Quân đoàn Ba Lan trong Chiến tranh thế giới thứ nhất chiến đấu cho độc lập của dân tộc.